# 成城学園前駅
成城学園前駅（せいじょうがくえんまええき）は、東京都世田谷区成城六丁目にある、小田急電鉄小田原線の駅である。駅番号はOH 14。

## 歴史

### 年表
- 1927年（昭和2年）4月1日：駅開設前に成城学園が当地へ移転、成城高等学校（旧制）校長であった小原國芳が駅を招致して[1]開設[2]。駅周辺では宅地開発を行いその利益で学校を建設する方法で成城学園を拡大した。
- 1932年（昭和7年）：橋上駅舎化（小田急初の橋上駅舎）。複々線化工事前は島式ホーム2面4線の地上駅（橋上駅舎）であった。工事進展に伴い、上り1面2線・下り1面1線となる。
- 1937年（昭和12年）9月1日：片瀬江ノ島行「直通」の停車駅となる（小田原方面行「直通」は通過）。
- 1946年（昭和21年）10月1日：準急新設、停車駅となる。
- 1948年（昭和23年）
  - 8月19日：東宝争議のため、警視庁の指示により一時当駅での乗降扱いを見合わせ。
  - 9月：桜準急新設、停車駅となった。
- 1957年（昭和32年）5月1日：ホーム有効長が6両分となる[3]。
- 1960年（昭和35年）3月25日：通勤準急新設、停車駅となる。同時に、朝ラッシュ時上り通勤急行に限り、停車駅となる。
- 1964年（昭和39年）11月5日：快速準急新設、停車駅となる。
- 1971年（昭和46年）4月：急行の停車駅となる。同時に通勤急行廃止。
- 1995年（平成7年）3月：1番線（下り待避線）使用停止[4]。
- 2002年（平成14年）
  - 3月23日：多摩急行・湘南急行新設、停車駅となる[5]。4番線（上り待避線）使用停止[6]。
  - 3月31日：下り線地下化[4][6]。下り線側喜多見検車区への出入庫線の使用を開始[6]。
  - 6月16日：上り線地下化[4][6][7]。プラットホームが地下の島式ホーム1面2線となった（現在の下り線側ホームのみ使用）[4][6]。上り線側喜多見検車区への出入庫線の使用を停止[6]。
- 2004年（平成16年）
  - 5月23日：上り線側ホーム使用開始（上り1面2線（上りは2線化）・下り1面1線）[4][6]。上り線側喜多見検車区への出入庫線使用再開[6]。
  - 9月26日：複々線化完了、島式ホーム2面4線化[4][6]。
  - 12月11日：区間準急新設、停車駅となる[8]。
- 2005年（平成17年）4月11日：西口新設。
- 2006年（平成18年）9月29日：駅ビル「成城コルティ」オープン[9]。
- 2008年（平成20年）3月15日：特急ロマンスカー「メトロホームウェイ」・「メトロさがみ」・「ベイリゾート」新設、停車駅となる[10]。
- 2012年（平成24年）3月17日：特急ロマンスカー「メトロはこね」全列車停車開始[11]。
- 2014年（平成26年）1月：駅ナンバリングが導入され、使用を開始[12]。
- 2016年（平成28年）3月26日：JR東日本の車両が東京メトロ千代田線経由で小田急線へ乗入れ、当駅にも停車開始[13]。同時に区間準急廃止[13]。
- 2018年（平成30年）3月17日：新たに特急ロマンスカー「メトロえのしま」・「メトロモーニングウェイ」・通勤急行（2代目）・通勤準急（2代目）・千代田線直通各停新設、停車駅となる。また、特急ロマンスカー「メトロさがみ」・多摩急行廃止[14]。
- 2019年（平成31年）3月16日：当駅以東への6両編成入線が特急ロマンスカーを除き廃止[15]。
- 2022年（令和4年）3月12日：千代田線から入線する「メトロホームウェイ号」が全て当駅へ停車開始。

### 駅名の由来
開業前に「財団法人成城学園」が移転し、その要請を請ける形で駅を設置したことから「成城学園前」となった。

## 駅構造
島式ホーム2面4線を有する地下駅（実際は掘割、以下同じ）。駅舎は地上にある。管区長・駅長所在駅で「成城学園前管区」として下北沢駅 - 和泉多摩川駅間の各駅を、「成城学園前管区成城学園前管内」として千歳船橋駅 - 和泉多摩川駅間各駅を管理している。2013年（平成25年）3月23日に東北沢駅・下北沢駅・世田谷代田駅の3駅が地下化されるまでは、小田急電鉄の途中駅で唯一の地下駅でもあった。終日緩急接続が実施される。
砧地域を代表する駅で、喜多見駅寄りに車両基地（喜多見検車区）があり、当駅より出入庫線が繋がっている。そのため、千代田線直通の列車を中心に、当駅始発や終点となる列車がある。2018年（平成30年）3月ダイヤ改正で、当駅発着列車が増加した。
一般列車の最速種別である快速急行は通過するものの、特急ロマンスカーは千代田線直通の下り列車のすべてと上り列車の一部が停車するが、新宿駅発着列車は全て停車しない。
2019年（平成31年）3月16日改正で、6両編成単独の各停は当駅から小田原駅方面の列車のみの運用となり、当駅から新宿駅方面への6両編成入線は特急ロマンスカーを除き消滅した。2022年（令和4年）3月12日改正で、6両単独列車の当駅への乗り入れも特急ロマンスカーを除き廃止された。当駅へは10両編成（各停の一部は8両編成）が乗り入れる。
東京メトロ16000系1本の外泊運用がある。

### のりば
| ホーム | 路線     | 方向 | 軌道   | 行先                   |
| ------ | -------- | ---- | ------ | ---------------------- |
| 1      | 小田原線 | 下り | 緩行線 | 小田原・片瀬江ノ島方面 |
| 2      | 小田原線 | 下り | 急行線 | 小田原・片瀬江ノ島方面 |
| 3      | 小田原線 | 上り | 急行線 | 新宿・ 千代田線方面    |
| 4      | 小田原線 | 上り | 緩行線 | 新宿・ 千代田線方面    |

※下り東北沢駅 - 登戸駅間、上り向ヶ丘遊園駅 - 東北沢駅間急行線・緩行線は原則として以下の通りに使い分けられている。
〔急行線〕
□特急ロマンスカー・■快速急行・□通勤急行・■急行が使用する。当駅 - 経堂駅間のみ□通勤準急も使用し、当駅では急行線ホームへ発着する。
〔緩行線〕
■準急・■各駅停車が使用する。□通勤準急も上記以外の区間で使用する。
但し、千代田線直通上り■急行は、経堂駅以東で緩行線を使用する。

### 配線図
| ← 代々木上原・ 新宿・綾瀬 方面 | 小田急電鉄 成城学園前駅 鉄道配線略図 | → 唐木田・藤沢・ 小田原方面 |
| | ↓ 喜多見検車区                       |                             |
| 凡例 出典:* 以下を参考に作成。 ** 「小田急電鉄線路配線略図」『鉄道ピクトリアル』第70巻第8号（通巻976号）、電気車研究会、2020年8月10日、巻末、ISSN 0040-4047。 |                                      |                             |

### 駅設備
駅入口から改札口までは段差がない。改札階と各ホーム階間を連絡する上下エスカレーターとエレベーターが各ホームに1基ずつ設置されている。各ホームに階段は2か所ある。
待合室は各ホームに1室ずつ設置されている。
ユニバーサルデザインで、車椅子使用者や人工排泄器保有者が使用可能な多目的トイレが3か所ある。ベビーベッドなども設置されている。

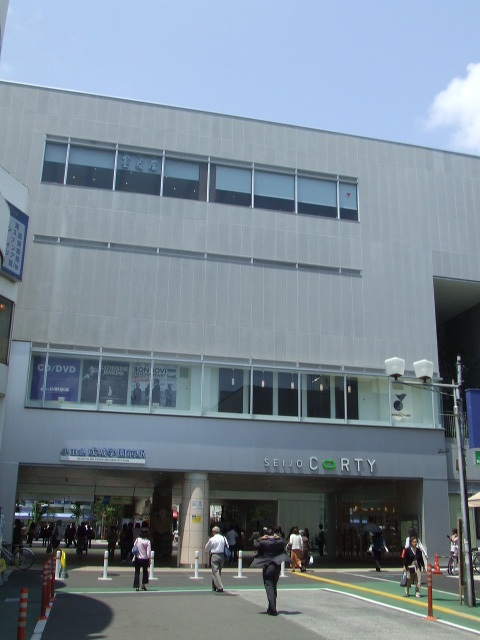
南口
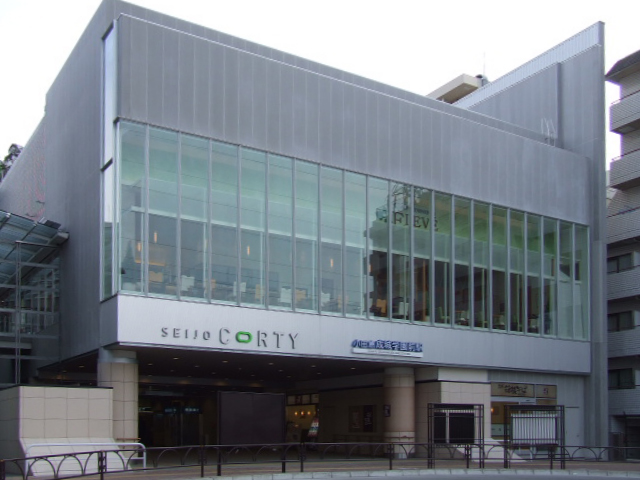
西口
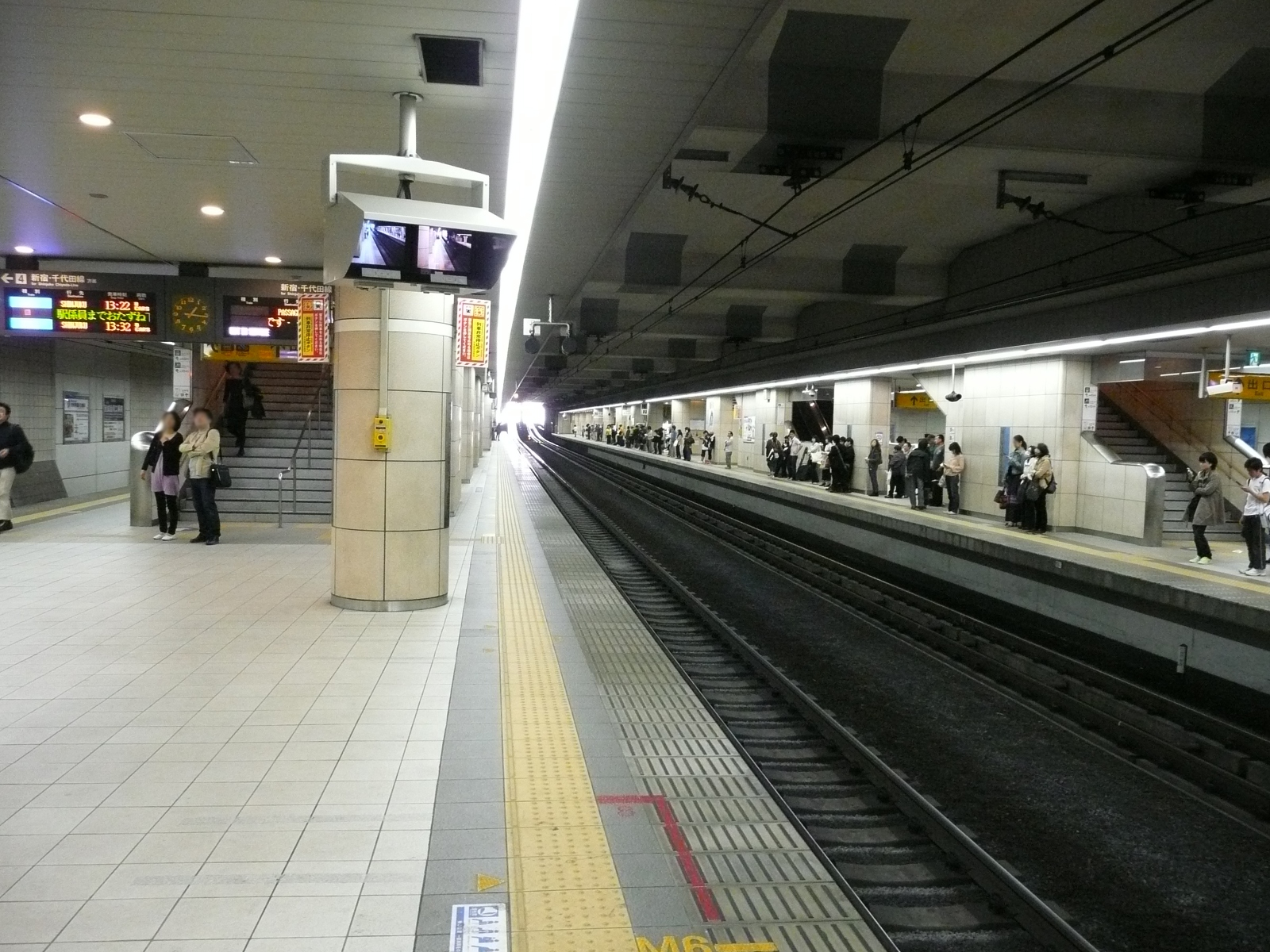
ホーム（2011年4月）

## 利用状況
2024年度（令和6年度）の1日平均乗降人員は80,513人である（小田急線全70駅中15位）。
近年の1日平均乗降・乗車人員の推移は以下の通り。
| 年度               | 1日平均 乗降人員 | 1日平均 乗車人員 | 出典     |
| ------------------ | ---------------- | ---------------- | -------- |
| 1928年（昭和03年） | 2,419            |                  |          |
| 1930年（昭和05年） | 3,629            |                  |          |
| 1935年（昭和10年） | 3,905            |                  |          |
| 1940年（昭和15年） | 6,163            |                  |          |
| 1946年（昭和21年） | 14,543           |                  |          |
| 1950年（昭和25年） | 16,617           |                  |          |
| 1955年（昭和30年） | 21,335           |                  |          |
| 1956年（昭和31年） |                  | 11,296           | [ * 1 ]  |
| 1957年（昭和32年） |                  | 12,136           | [ * 2 ]  |
| 1958年（昭和33年） |                  | 12,908           | [ * 3 ]  |
| 1959年（昭和34年） |                  | 13,797           | [ * 4 ]  |
| 1960年（昭和35年） | 29,679           | 15,077           | [ * 5 ]  |
| 1961年（昭和36年） | 33,488           | 16,747           | [ * 6 ]  |
| 1962年（昭和37年） | 35,867           | 17,974           | [ * 7 ]  |
| 1963年（昭和38年） | 38,892           | 19,578           | [ * 8 ]  |
| 1964年（昭和39年） | 43,960           | 22,207           | [ * 9 ]  |
| 1965年（昭和40年） | 47,020           | 23,751           | [ * 10 ] |
| 1966年（昭和41年） | 49,679           | 24,893           | [ * 11 ] |
| 1967年（昭和42年） | 50,727           | 25,501           | [ * 12 ] |
| 1968年（昭和43年） | 50,457           | 25,276           | [ * 13 ] |
| 1969年（昭和44年） | 51,642           | 25,902           | [ * 14 ] |
| 1970年（昭和45年） | 51,871           | 26,363           | [ * 15 ] |
| 1971年（昭和46年） | 57,691           | 29,618           | [ * 16 ] |
| 1972年（昭和47年） | 63,010           | 32,174           | [ * 17 ] |
| 1973年（昭和48年） | 64,966           | 33,116           | [ * 18 ] |
| 1974年（昭和49年） | 68,424           | 34,865           | [ * 19 ] |
| 1975年（昭和50年） | 70,563           | 35,863           | [ * 20 ] |
| 1976年（昭和51年） | 72,684           | 37,107           | [ * 21 ] |
| 1977年（昭和52年） | 73,262           | 37,789           | [ * 22 ] |
| 1978年（昭和53年） | 80,706           | 40,392           | [ * 23 ] |
| 1979年（昭和54年） | 82,414           | 41,777           | [ * 24 ] |
| 1980年（昭和55年） | 83,206           | 42,625           | [ * 25 ] |
| 1981年（昭和56年） | 85,552           | 43,519           | [ * 26 ] |
| 1982年（昭和57年） | 86,381           | 44,012           | [ * 27 ] |
| 1983年（昭和58年） | 87,338           | 44,351           | [ * 28 ] |
| 1984年（昭和59年） | 88,515           | 44,847           | [ * 29 ] |
| 1985年（昭和60年） | 89,176           | 45,209           | [ * 30 ] |
| 1986年（昭和61年） | 91,034           | 46,223           | [ * 31 ] |
| 1987年（昭和62年） | 91,959           | 46,736           | [ * 32 ] |
| 1988年（昭和63年） | 93,499           | 47,776           | [ * 33 ] |
| 1989年（平成元年） | 94,072           | 47,991           | [ * 34 ] |
| 1990年（平成02年） | 95,271           | 48,773           | [ * 35 ] |
| 1991年（平成03年） | 97,306           | 49,733           | [ * 36 ] |
| 1992年（平成04年） | 96,423           | 49,419           | [ * 37 ] |
| 1993年（平成05年） | 96,027           | 49,620           | [ * 38 ] |
| 1994年（平成06年） | 95,165           | 49,225           | [ * 39 ] |
| 1995年（平成07年） | 93,990           | 48,608           | [ * 40 ] |
| 1996年（平成08年） | 92,894           | 47,904           | [ * 41 ] |
| 1997年（平成09年） | 91,673           | 47,115           | [ * 42 ] |
| 1998年（平成10年） | 90,007           | 46,205           | [ * 43 ] |
| 1999年（平成11年） | 87,647           | 44,579           | [ * 44 ] |
| 2000年（平成12年） | 85,386           | 43,115           | [ * 45 ] |
| 2001年（平成13年） | 83,614           | 41,977           | [ * 46 ] |
| 2002年（平成14年） | 82,239           | 41,205           | [ * 47 ] |
| 2003年（平成15年） | 81,506           | 40,761           | [ * 48 ] |
| 2004年（平成16年） | 79,284           | 40,538           | [ * 49 ] |
| 2005年（平成17年） | 77,911           | 39,846           | [ * 50 ] |
| 2006年（平成18年） | 80,311           | 41,127           | [ * 51 ] |
| 2007年（平成19年） | 83,805           | 42,696           | [ * 52 ] |
| 2008年（平成20年） | 84,440           | 42,841           | [ * 53 ] |
| 2009年（平成21年） | 84,365           | 42,758           | [ * 54 ] |
| 2010年（平成22年） | 84,182           | 42,615           | [ * 55 ] |
| 2011年（平成23年） | 83,142           | 42,072           | [ * 56 ] |
| 2012年（平成24年） | 84,737           | 42,825           | [ * 57 ] |
| 2013年（平成25年） | 86,735           | 43,852           | [ * 58 ] |
| 2014年（平成26年） | 86,518           | 43,665           | [ * 59 ] |
| 2015年（平成27年） | 88,516           | 44,644           | [ * 60 ] |
| 2016年（平成28年） | 88,727           | 44,698           | [ * 61 ] |
| 2017年（平成29年） | 89,468           | 45,052           | [ * 62 ] |
| 2018年（平成30年） | 89,856           | 45,219           | [ * 63 ] |
| 2019年（令和元年） | 88,692           | 44,639           | [ * 64 ] |
| 2020年（令和02年） | 58,614           | 29,463           | [ * 65 ] |
| 2021年（令和03年） | 66,680           |                  |          |
| 2022年（令和04年） | 74,920           |                  |          |
| 2023年（令和05年） | 78,145           |                  |          |
| 2024年（令和06年） | 80,513           |                  |          |

## 駅周辺

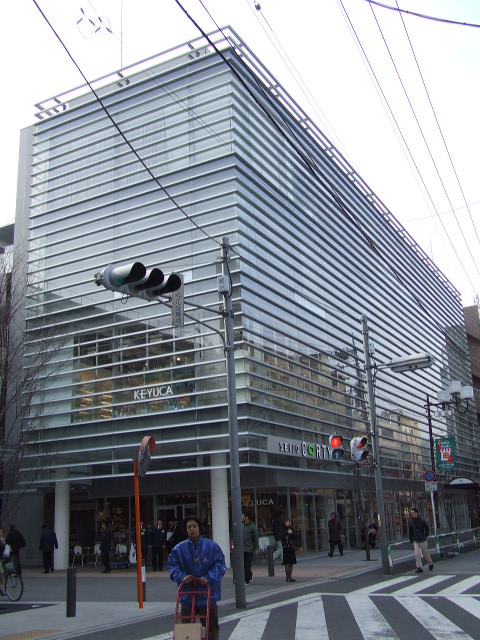
成城コルティ

駅周辺、特に北口側の成城五・六丁目辺りは高級住宅街が広がっている。また成城学園を中心とした学園都市であり、平日と土曜の朝方は周辺の学校へ通学する学生・生徒や通勤者で混雑が激しい。成城六丁目には成城石井の本店が位置している。
駅ビル「成城コルティ」は2006年（平成18年）9月29日に営業開始した。

### 中央口
- 成城コルティ
  - Odakyu OX 成城店
- 小田急レストランシステム フォレスティ カフェ 成城店

### 北口
- 成城学園前郵便局
- 成城郵便局
  - ゆうちょ銀行 成城店
- 学校法人成城学園
  - 成城学園幼稚園
  - 成城学園初等学校
  - 成城学園中学校高等学校
  - 成城大学
- 世田谷区役所砧総合支所・成城出張所
- 世田谷区立砧図書館：当駅 - 祖師ヶ谷大蔵駅間の中間に立地する。
- 三菱UFJ銀行 成城支店・成城学園前支店
- 三菱UFJモルガン・スタンレー証券 成城支店
- 成城石井 成城店
- 成城テニスアカデミー
- 東京都立総合工科高等学校

### 南口
- 成城警察署 成城学園駅前交番
- 三井住友銀行 成城支店
- 東京消防庁成城消防署
- 世田谷成城二郵便局
- 世田谷美術館分館 清川泰次記念ギャラリー
- 日蓮正宗 善福寺
- 世田谷区立明正小学校
- 世田谷区立砧小学校
- 東京都市大学付属中学校・高等学校
- 東京都市大学付属小学校
- 世田谷区立砧中学校
- 科学技術学園高等学校
- 世田谷区立次大夫堀公園
- 城南信用金庫 砧支店
- 大和証券 成城支店
- マツモトキヨシ 成城学園店
- 成城三丁目緑地
- サミットストア 成城店
- オーケー 成城店
- 東宝スタジオ（旧・東宝砧撮影所）
  - ABCハウジング 成城住宅公園
- 妙法寺（おおくら大仏）
- 永安寺

### 西口
- 富士見橋
- みずほ銀行 成城支店
- みずほ信託銀行 成城支店
- みずほ証券 成城支店
- 野村証券 成城支店
- アグリス成城
- 成城五丁目猪股庭園
- 成城三丁目こもれびの庭市民緑地
- 成城みつ池緑地
  - 旧山田家住宅

## バス路線
南口に「成城学園前駅南口」、西口に「成城学園前駅西口」停留所がある。過去に北口に「成城学園前駅北口」停留所があったが西口広場整備工事に伴い、西口へ移設された。

### 成城学園前駅南口（小田急）・成城学園前駅（東急）

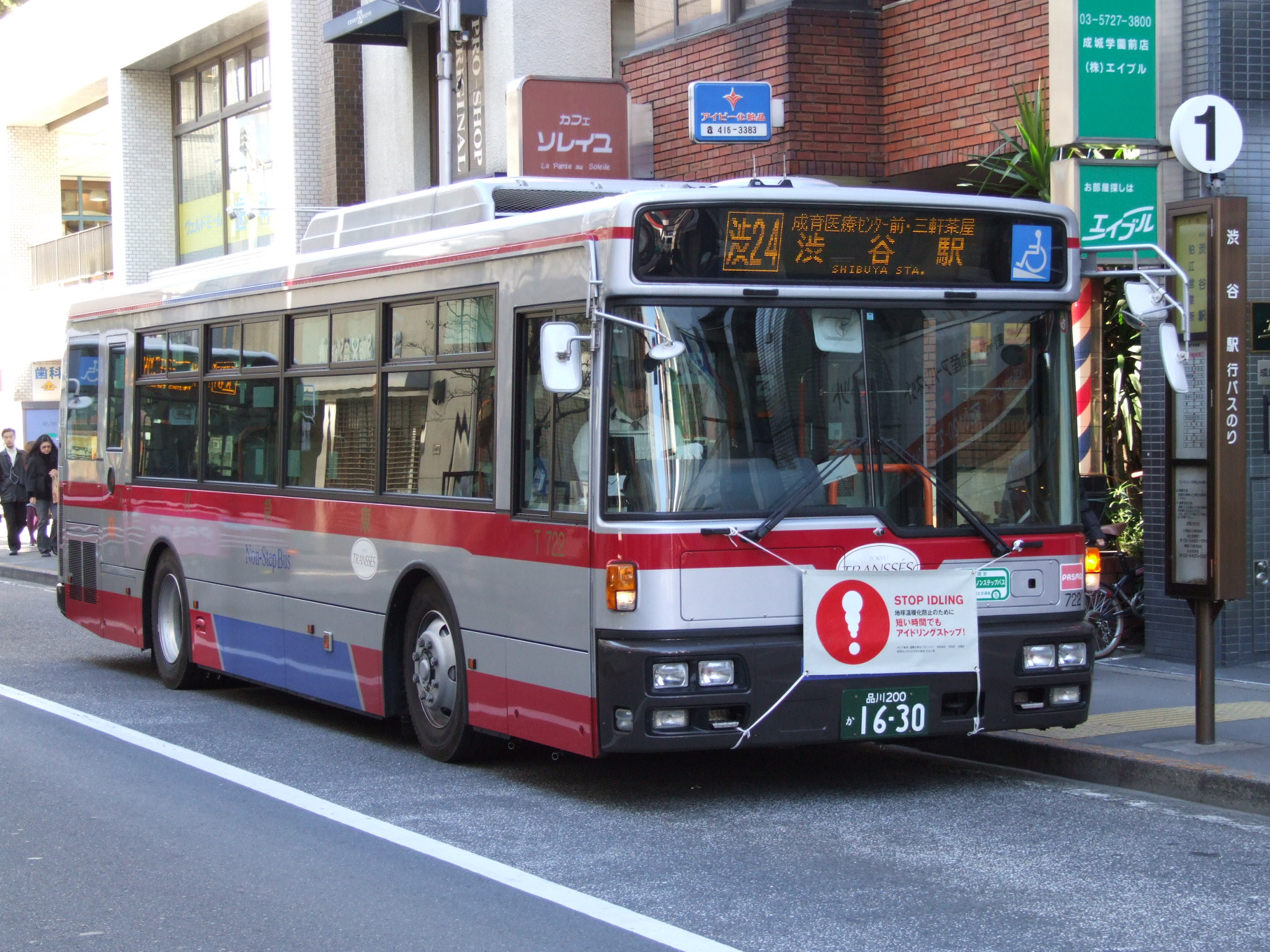
成城学園前駅南口バス乗り場

小田急バス・東急バス路線が発着する。
| 乗場 | 系統   | 主要経由地                                                     | 行先         | 運行事業者                                |
| ---- | ------ | -------------------------------------------------------------- | ------------ | ----------------------------------------- |
| 1番  | 渋24   | 成育医療研究センター前・農大前・上町・三軒茶屋                 | 渋谷駅       | ■東急（弦巻営業所）                       |
| 2番  | 玉31   | 成育医療研究センター前・岡本三丁目                             | 二子玉川駅   | ■東急（瀬田営業所）                       |
| 2番  | 無番   | 成育医療研究センター前・岡本三丁目                             | 用賀駅       | ■東急（瀬田営業所）                       |
| 2番  | 用06   | 成育医療研究センター前・桜丘三丁目                             | 用賀駅       | ■東急（瀬田営業所）                       |
| 2番  | 等12   | 成育医療研究センター前・桜丘三丁目・用賀駅・深沢不動前・等々力 | 等々力操車所 | ■東急（瀬田営業所）                       |
| 2番  | 等12   | 成育医療センター前・桜丘三丁目・用賀駅                         | 瀬田営業所   | ■東急（瀬田営業所）                       |
| 3番  | 玉07   | 砧中学校下・鎌田・吉沢                                         | 二子玉川駅   | ■小田急（狛江営業所） ■東急（瀬田営業所） |
| 3番  | 玉07   | 砧中学校下・鎌田・吉沢・中耕地（朝のみ運行）                   | 二子玉川駅   | ■小田急（狛江営業所） ■東急（瀬田営業所） |
| 3番  | 出入庫 | 砧中学校下                                                     | 狛江営業所   | ■小田急（狛江営業所）                     |

### 成城学園前駅西口
小田急バス（狛江営業所）の路線が発着する。

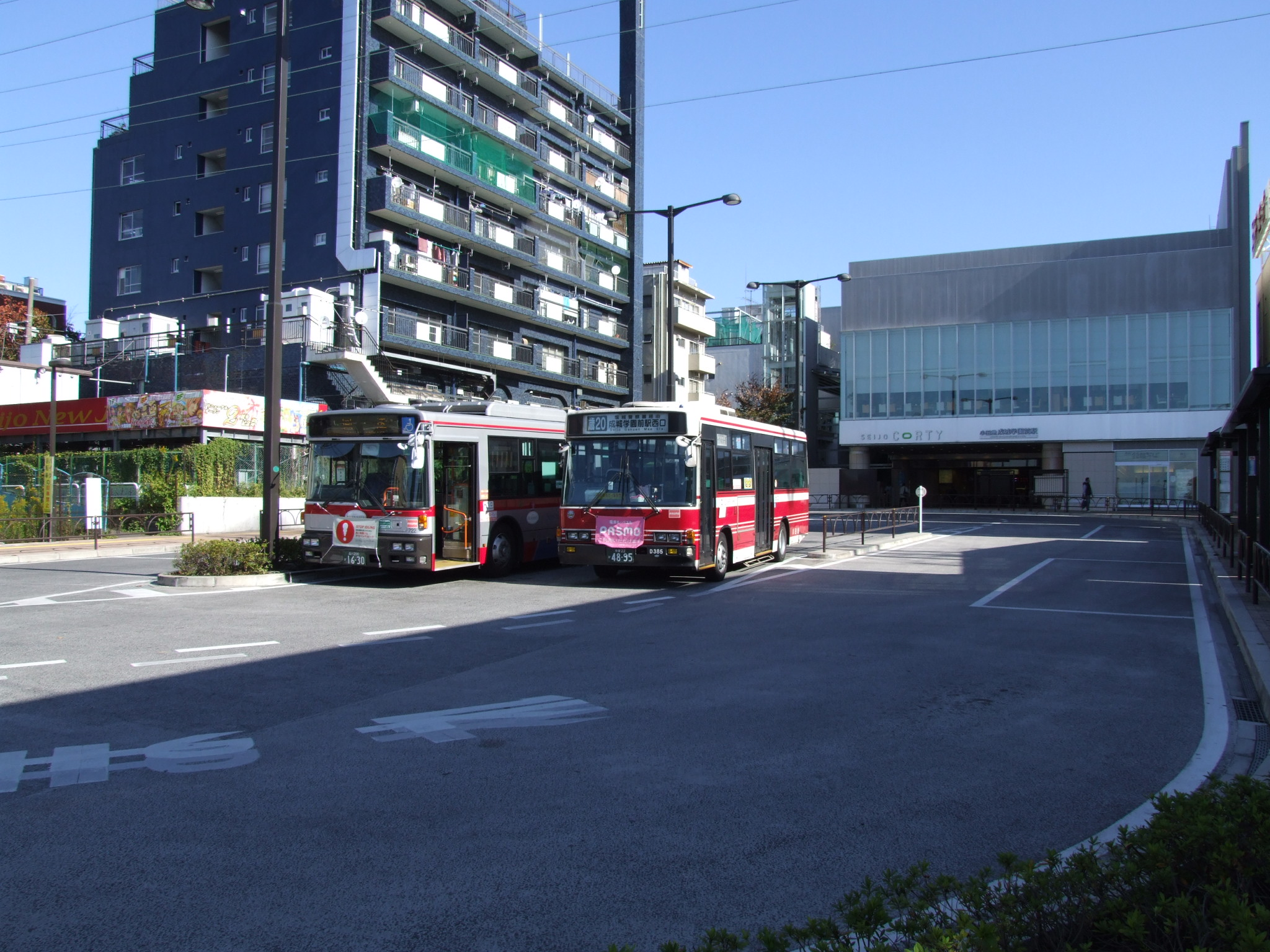
工事前の駅西口バス乗り場（のりば1）

南口発の渋24・玉07系統は西口終着となっている。
| 乗場 | 系統   | 主要経由地                         | 行先                     |
| ---- | ------ | ---------------------------------- | ------------------------ |
| 1番  | 成04   | 仙川駅入口・狛江営業所             | 調布駅南口               |
| 1番  | 成05   | 仙川駅入口                         | 狛江駅北口               |
| 2番  | 成01   | NTT中央研修センタ・神代団地        | つつじヶ丘駅南口         |
| 2番  | 出入庫 | NTT中央研修センタ                  | 狛江営業所               |
| 3番  |        |                                    | 降車場                   |
| 4番  |        |                                    | 降車場                   |
| 5番  | 成02   | 上祖師谷四丁目・芦花公園駅前       | 千歳烏山駅北口           |
| 5番  | 成06   | 上祖師谷四丁目                     | 千歳烏山駅南口           |
| 5番  | 歳20   | 上祖師谷四丁目・廻沢・成城警察署前 | 千歳船橋駅               |
| 5番  | 歳21   | 上祖師谷四丁目・廻沢               | 千歳船橋駅               |
| 5番  | 出入庫 | 上祖師谷四丁目・仙川駅入口         | 狛江営業所／狛江駅北口行 |

## 隣の駅
小田急電鉄
 小田原線
- □特急ロマンスカー「メトロはこね」「メトロモーニングウェイ」「メトロホームウェイ」「メトロえのしま」停車駅（「メトロモーニングウェイ」は一部のみ）

※新宿駅発着特急ロマンスカーは一部臨時列車を除き通過。
■快速急行
通過
□通勤急行（平日朝上りのみ）
下北沢駅 (OH 07) ← 成城学園前駅 (OH 14) ← 向ヶ丘遊園駅 (OH 19)
■急行・□通勤準急（平日朝上りのみ）
経堂駅 (OH 11) - 成城学園前駅 (OH 14) - 登戸駅 (OH 18)
■準急・■各駅停車
祖師ヶ谷大蔵駅 (OH 13) - 成城学園前駅 (OH 14) - 喜多見駅 (OH 15)